# Wacław Iwaszkiewicz (oficer)
Wacław Iwaszkiewicz (ur. 3 grudnia 1894 w Wilnie, zm. 9–11 kwietnia 1940 w Katyniu) – podpułkownik piechoty Wojska Polskiego, kawaler Orderu Virtuti Militari, ofiara zbrodni katyńskiej.

## Życiorys
Syn Jana i Marii z Leszczewskich, urodzony 3 grudnia 1894 w Wilnie. Absolwent gimnazjum w Wilnie, gdzie uzyskał również świadectwo dojrzałości. Naukę kontynuował na  Uniwersytecie Stefana Batorego, gdzie rozpoczął studia prawnicze, jednak ze względu na wybuch I wojny światowej, zmuszony był przerwać edukację. W 1915 powołany do armii rosyjskiej. Walczył na froncie, awansował do stopnia podkapitana. W 1917 służył w polskim pułku strzeleckim im. Bartosza Głowackiego. Pułk ten zabezpieczał skarby narodu polskiego, m.in. obraz Bitwa pod Grunwaldem. Był żołnierzem I Korpusu Polskiego w Rosji. Śledzony przez WCzK w kwietniu 1918 został aresztowany i uwięziony na Łubiance. Po powrocie do Wilna w grudniu 1918, nawiązał kontakt z Polską Organizacją Wojskową,   a kwietniu 1919 wstąpił do Wojska Polskiego i w szeregach 41 pułku piechoty walczył z bolszewikami m.in. pod Suwałkami, Sejnami, Lidą, Mińskiem, na Wołyniu i pod Kijowem. W 1921 został odznaczony orderem „Virtuti Militari” V klasy, a we wniosku o jego nadanie, napisano m.in.:

W walkach o Skorodnoje 22 czerwca 1920 r., dowodząc dwoma kompaniami, umiejętnie bronił mostów w tej miejscowości. Będąc oskrzydlonym i mając zagrożony odwrót, pod silnym flankowym ogniem wycofał się w najzupełniejszym porządku, zabierając rannych i niszcząc palące się mosty. Wybrał odpowiedni moment i samorzutnie przeszedł do kontrataku, sam osobiście z karabinem w ręku, prowadząc dwie kompanie, wyparł silniejszego przeciwnika z zajętego przez niego Skorodnoje, biorąc jeńców. Skutecznie prześladował bolszewików i ostatecznie rozproszył całą brygadę po lasach wzdłuż traktu Owrusz-Skorodnoje.

3 maja 1922 został zweryfikowany w stopniu kapitana ze starszeństwem z dniem 1 czerwca 1919. W 1924 zajmował 1052. lokatę w korpusie oficerów piechoty. W tym samym roku pełnił służbę w Komendzie Obszaru Warownego „Wilno” na stanowisku oficera sztabowego, pozostając oficerem nadetatowym 41 pp w Suwałkach. Ukończył, rozpoczęte przed wojną, studia na Wydziale Prawa i Nauk Społecznych Uniwersytetu Stefana Batorego. 18 lutego 1928 awansował do stopnia majora ze starszeństwem z dniem 1 stycznia 1928 i 115. lokatą w korpusie oficerów piechoty. 26 kwietnia 1928 został przeniesiony do 17 pułku piechoty w Rzeszowie na stanowisko oficera sztabowego pułku. W grudniu 1932 został przeniesiony do 13 pułku piechoty w Pułtusku na stanowisko kwatermistrza. 19 marca 1939 awansował do stopnia podpułkownika.
Podczas kampanii wrześniowej 1939 dowodził III batalionem 3 pułku Strzelców Podhalańskich. Po agresji ZSRR na Polskę z 17 września 1939 w nieznanych okolicznościach dostał się do niewoli sowieckiej. Przebywał w obozie jenieckim w Kozielsku. Między 7 a 9 kwietnia 1940 został przekazany do dyspozycji naczelnika Zarządu NKWD Obwodu Smoleńskiego – lista wywózkowa 015/2 z 5 kwietnia 1940. Między 9 a 11 kwietnia 1940 został zamordowany w Katyniu przez funkcjonariuszy Obwodowego Zarządu NKWD w Smoleńsku oraz pracowników NKWD przybyłych z Moskwy na mocy decyzji Biura Politycznego KC WKP(b) z 5 marca 1940. Ofiary tej zbrodni grzebano w bezimiennych mogiłach zbiorowych, gdzie od 28 lipca 2000 mieści się oficjalnie Polski Cmentarz Wojenny w Katyniu. W miejscu tym prowadzone były ekshumacje i prace archeologiczne. W 1943 jego ciało zostało zidentyfikowane w mundurze w toku ekshumacji nadzorowanych przez Niemców pod numerem 467 – dosłownie opisany jako Iwaszkiewicz Waclaw (raport dzienny z 24 kwietnia 1943). Przy jego szczątkach znaleziono karty pocztowe i notatnik. Figuruje na liście Komisji Technicznej PCK pod numerem 0467, wskazany jako wojskowy.
Był żonaty.
5 października 2007 minister obrony narodowej Aleksander Szczygło mianował go pośmiertnie na stopień pułkownika. Awans został ogłoszony 9 listopada 2007 w Warszawie, w trakcie uroczystości „Katyń Pamiętamy – Uczcijmy Pamięć Bohaterów”.

## Ordery i odznaczenia
- Krzyż Srebrny Orderu Wojskowego Virtuti Militari nr 4862 – 1921[3][6][5]
- Krzyż Walecznych czterokrotnie[28][2]
- Złoty Krzyż Zasługi – 19 marca 1936[29]
- Medal Pamiątkowy za Wojnę 1918–1921[28]
- Medal Dziesięciolecia Odzyskanej Niepodległości[28]
- Krzyż Oficerski Orderu Gwiazdy Rumunii (Rumunia)[28]

## Upamiętnienie
13 kwietnia 2016, w ramach akcji „Katyń... pamiętamy” / „Katyń... Ocalić od zapomnienia”, w ogrodzie Pałacu Prezydenckiego został zasadzony Dąb Pamięci poświęconego wszystkim Ofiarom Zbrodni Katyńskiej, certyfikat z numerem 1.